# Young (Australie)
Pour les articles homonymes, voir Young.
Young est une ville australienne située dans la zone d'administration locale des Hilltops dans l'État de Nouvelle-Galles du Sud.

## Géographie
Young se situe dans les South West Slopes dans l'est de la Nouvelle-Galles du Sud, à 270 km à l'ouest de Sydney et 130 km au nord-ouest de Canberra, sur l'Olympic Highway.

## Histoire
Avant l'arrivée des Européens, des membres de la tribu des Burrowmunditory, du peuple Wiradjuri, habitaient dans la région.
James White est le premier à s'établir en 1826 sur le domaine de Burrangong de 260 km2. La localité connue sous le nom de Lambing Flat voit le jour après la découverte d'un filon d'or en 1860. Elle est rebaptisée Young en 1863, du nom de John Young, gouverneur de Nouvelle-Galles du Sud de 1861 à 1867.
Érigée en municipalité en 1882, Young est la première ville australienne (hors des grandes agglomérations) où l'électricité est installée dans les rues et les maisons dès 1889. La municipalité est dissoute le 1er juillet 1980 et fusionnée avec le comté de Burrangong pour former le comté de Young. Ce dernier est à son tour intégré au sein de la zone d'administration locale des Hilltops en 2016.

## Démographie
La population s'élevait à 6 960 habitants en 2011 et à 7 170 habitants en 2016.